# Witte was
Witte was is een lied van de Nederlandse band Goldband. Het werd in 2019 als single uitgebracht en stond in hetzelfde jaar als zesde track op de ep Dun smeren geld verdienen. 

## Achtergrond
Witte was is geschreven door Boaz Kok, Karel Gerlach en Milo Driessen en geproduceerd door Gerlach. Het is een lied dat kan worden ingedeeld in de genres electropop, synthpop, techno en nederpop. In het lied wordt het einde van de zomer bezongen, waarin de liedverteller nog één keer los wil gaan voordat het weer het niet meer toelaat. Het kan hierom ook worden gezien als een ode aan het einde van de zomer. Daarnaast wordt in het lied cryptisch maar ook direct over de drugs cocaïne gezongen. De single heeft in Nederland de gouden status.
Voor de muziekvideo is een man te zien die ontevreden oogt over zijn baan op de visafslag in Scheveningen en over zijn leven. Hij probeert dit te ontvluchten met het zijn met zijn vrienden en door met zijn duiven te zijn. De clip werd bij radiozender XITE beloond met de XITE Music Video Award, welke werd uitgereikt op het Nederlands Film Festival.

## Hitnoteringen
Hoewel het nummer bij uitbrengen veel werd geluisterd en het één van de eerste hits in de fanbase van de band was, werd het voor het grote publiek geen hit en bereikte het geen hitlijsten. In 2022 gaf de band een optreden op het festival Lowlands, welke door recensenten werd beoordeeld als een van de beste optreden van dat jaar op het festival. Wat hierop volgde was dat twee eerder uitgebrachte nummers van Goldband de hitlijsten beklommen. Dit waren Noodgeval en dus Witte was. Noodgeval werd wel een grotere hit, met noteringen in de Nederlandse Top 40, de Single Top 100 en de Vlaamse Ultratop 50. Witte was had enkel een notering in de Single Top 100 en kwam hierin tot de 69e plaats. Het stond zeven weken in deze hitlijst.